# Thitima Muangjan
Thitima Muangjan (* 13. April 1983) ist eine ehemalige thailändische Leichtathletin, die sich auf den Dreisprung spezialisiert hat und auch im Weitsprung an den Start ging.

## Sportliche Laufbahn
Erste Erfahrungen bei internationalen Meisterschaften sammelte Thitima Muangjan im Jahr 2002, als sie bei den Juniorenasienmeisterschaften in Bangkok mit 5,92 m den achten Platz im Weitsprung belegte und im Dreisprung mit 12,40 m Rang sieben erreichte. Im Jahr darauf erreichte sie bei den Asienmeisterschaften in Manila mit 12,79 m Platz zehn im Dreisprung und wurde anschließend bei den Südostasienspielen in Hanoi mit 12,94 m Vierte. 2005 startete sei bei der Sommer-Universiade in Izmir und belegte dort mit 13,10 m den neunten Platz, ehe sie bei den Asienmeisterschaften in Incheon mit 13,16 m Rang sieben erreichte. Im November gewann sie bei den erstmals ausgetragenen Hallenasienspielen in Bangkok mit 12,95 m die Bronzemedaille im Dreisprung hinter der Kasachin Olessja Beljajewa und ihrer Landsfrau Wacharee Ritthiwat. Anschließend sicherte sie sich auch bei den Südostasienspielen in Manila mit 13,00 m die Bronzemedaille hinter der Malaysierin Sin Mei Ngew und Wacharee Ritthiwat. 2006 gewann sie bei den Hallenasienmeisterschaften in Pattaya mit 12,64 m die Bronzemedaille hinter den Kasachinnen Jelena Parfjonowa und Olessja Beljajewa. Im Jahr darauf startete sie erneut bei den Studentenweltspielen in Bangkok und wurde dort mit 13,62 m Siebte im Dreisprung und verpasste im Weitsprung mit 3,84 m den Finaleinzug. Anschließend sicherte sie sich bei den Hallenasienspielen in Macau mit 6,04 m die Silbermedaille im Weitsprung hinter der Chinesin Chen Yaling und auch im Dreisprung gewann sie mit 13,42 m die Silbermedaille und musste sich damit nur der Kasachin Irina Ektowa geschlagen geben. Im Dezember siegte sie mit 13,85 m bei den Südostasienspielen in Nakhon Ratchasima im Dreisprung und gewann mit 6,25 m die Silbermedaille im Weitsprung hinter der Philippinerin Marestella Sunang. 2008 wurde sie bei den Hallenasienmeisterschaften in Doha mit 12,98 m Fünfte im Dreisprung und 2009 verpasste sie bei der Sommer-Universiade in Belgrad mit 5,74 m den Finaleinzug im Weitsprung und belegte mit 13,44 m den achten Platz im Dreisprung. Anschließend gewann sie bei den Hallenasienspielen in Hanoi mit 13,78 m die Bronzemedaille im Dreisprung hinter den Kasachinnen Olga Rypakowa und Irina Ektowa und klassierte sich mit 6,18 m auf dem sechsten Platz im Weitsprung. Im Dezember verteidigte sie bei den Südostasienspielen in Vientiane mit 14,08 m ihren Titel im Dreisprung und gewann mit 6,35 m die Silbermedaille im Weitsprung hinter der Philippinerin Marestella Sunang. Im Jahr darauf verpasste sie bei den Hallenweltmeisterschaften in Doha mit 13,16 m den Finaleinzug im Dreisprung und im Dezember nahm sie erstmals an den Asienspielen in Guangzhou teil und gewann dort mit 13,85 m die Bronzemedaille hinter der Kasachin Olga Rypakowa und Xie Limei aus China.
2011 klassierte sie sich bei den Asienmeisterschaften in Kōbe mit 13,16 m auf dem neunten Platz und erreichte anschließend bei der Sommer-Universiade in Shenzhen mit 13,52 m Rang elf. Mitte November gewann sie bei den Südostasienspielen in Palembang mit 13,64 m die Bronzemedaille im Dreisprung hinter der Vietnamesin Trần Huệ Hoa und Maria Natalia Londa aus Indonesien und belegte im Weitsprung mit 6,19 m den achten Platz. 2013 sicherte sie sich dann bei den Südostasienspielen in Naypyidaw mit 6,24 m die Silbermedaille im Weitsprung hinter Maria Natalia Londa und auch im Dreisprung musste sie sich mit neuem Landesrekord von 14,16 m nur der Indonesierin geschlagen geben. 2014 wurde sie bei den Hallenasienmeisterschaften in Hangzhou mit 13,25 m Fünfte im Dreisprung und nahm im Oktober erneut an den Asienspielen in Incheon teil und klassierte sich dort mit 13,68 m auf dem sechsten Platz. Im Jahr darauf gewann sie bei den Südostasienspielen in Singapur mit 13,65 m die Bronzemedaille hinter Maria Natalia Londa und Trần Huệ Hoa und belegte im Weitsprung mit 6,03 m den achten Platz. Im Dezember bestritt sie in Nakhon Sawan ihren letzten offiziellen Wettkampf und beendete daraufhin ihre aktive sportliche Karriere im Alter von 32 Jahren.
In den Jahren von 2005 bis 2009 wurde Muangjan thailändische Meisterin im Dreisprung sowie von 2006 bis 2008 auch im Weitsprung.

## Persönliche Bestleistungen
- Weitsprung: 6,35 m, 16. Dezember 2009 in Vientiane
  - Weitsprung (Halle): 6,18 m, 2. November 2009 in Hanoi
- Dreisprung: 14,16 m (−0,6 m/s), 17. Dezember 2013 in Naypyidaw
  - Dreisprung (Halle): 13,78 m, 31. Oktober 2009 in Hanoi